# Межеумиха
Межеумиха — река в России, протекает в Шарьинском районе Костромской области. Устье реки находится в 48 км по левому берегу реки Нужна. Длина реки составляет 15 км, площадь водосборного бассейна 53,6 км². 
Исток реки находится южнее деревни Быково к востоку от села Рождественское в 24 км к юго-востоку от Шарьи. Течёт на юг, в среднем течении протекает деревню Ракитиха, впадает в Нужну севернее деревни Лычиха.

## Данные водного реестра
По данным государственного водного реестра России относится к Верхневолжскому бассейновому округу, водохозяйственный участок реки — Ветлуга от города Ветлуга и до устья, речной подбассейн реки — Волга от впадения Оки до Куйбышевского водохранилища (без бассейна Суры). Речной бассейн реки — (Верхняя) Волга до Куйбышевского водохранилища (без бассейна Оки).
По данным геоинформационной системы водохозяйственного районирования территории РФ, подготовленной Федеральным агентством водных ресурсов:
- Код водного объекта в государственном водном реестре — 08010400212110000042543
- Код по гидрологической изученности (ГИ) — 110004254
- Код бассейна — 08.01.04.002
- Номер тома по ГИ — 10
- Выпуск по ГИ — 0